# Glaphyromorphus crassicaudus
Espèce
Synonymes
- Lygosoma crassicaudum Duméril & Duméril, 1851

Statut de conservation UICN

 LC  : Préoccupation mineure
Glaphyromorphus crassicaudus est une espèce de sauriens de la famille des Scincidae.

## Répartition
Cette espèce se rencontre :
- en Papouasie-Nouvelle-Guinée ;
- dans les îles du Détroit de Torrès ;
- au Queensland en Australie.

## Publication originale
- Duméril & Duméril, 1851 : Catalogue méthodique de la collection des reptiles du Muséum d'Histoire Naturelle de Paris. Gide et Baudry/Roret, Paris, p. 1-224 (texte intégral).